# 庫姆盧賈

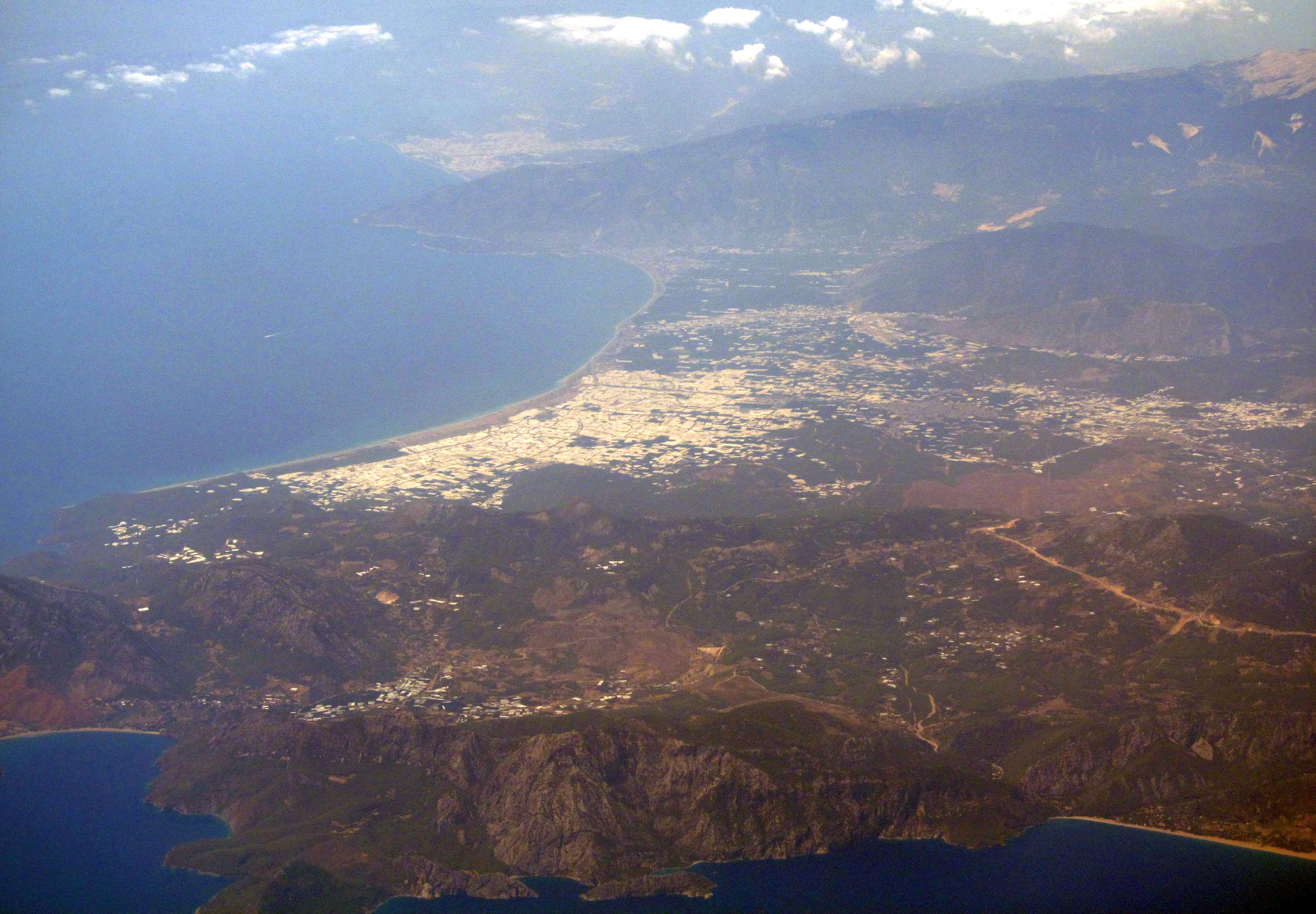
遠眺庫姆盧賈城鎮

庫姆盧賈是土耳其的城鎮，由安塔利亞省負責管轄，位於該國西南部，距離首府安塔利亞90公里，面積1,253平方公里，海拔高度15米，2008年人口30,015。

## 外部連結
- District governor's official website （页面存档备份，存于） （土耳其文）
- District municipality's official website （页面存档备份，存于） （土耳其文）
- Information on Kumluca
- Local info website （页面存档备份，存于） （土耳其文）